# Joe Waugh
Joseph „Joe“ Waugh (* 28. Juli 1952 in South Shields) ist ein ehemaliger britischer Radrennfahrer und nationaler Meister im Radsport.

## Sportliche Laufbahn
Er war Teilnehmer der Olympischen Sommerspiele 1976 in Montreal und 1980 in Moskau. Im olympischen Straßenrennen in Montreal wurde er 35. beim Sieg von Bernt Johansson. Im Mannschaftszeitfahren 1980 wurde er mit Des Fretwell, Steve Jones und Bob Downs auf dem 9. Rang klassiert, im olympischen Straßenrennen 1980 schied er aus.
1977 und 1979 wurde er britischer Meister im Mannschaftszeitfahren gemeinsam mit Phil Griffith, Bob Downs und Eddie Adkins. Den Titel konnte dieser Vierer 1980 verteidigen. 1981 und 1982 wurde er wieder Meister im Mannschaftszeitfahren. Bei den Commonwealth Games gewann er die Goldmedaille im Mannschaftszeitfahren mit Malcolm Elliott, Steve Lawrence und Bob Downs.
Waugh gewann in seiner Laufbahn eine Reihe britischer Rennen, insbesondere Zeitfahrwettbewerbe. 1973 wurde er Dritter der nationalen Meisterschaften im Einzelzeitfahren und errang in diesen Meisterschaftsrennen viele vordere Platzierungen. 1974 und 1976 siegte er in der britischen Bergmeisterschaft, die als Zeitfahren ausgetragen wurde. 1979 kam ein Etappensieg im Milk Race neben zahlreichen Siegen in kleineren Rennen dazu. 1981 gewann er mit dem Manx International eines der wichtigsten internationalen Eintagesrennen in Großbritannien. 1982 konnte er den Sieg wiederholen.
1977 startete er in der Internationalen Friedensfahrt, schied aber vorzeitig aus. Waugh startete er für den Verein Manchester Wheelers.